# Модель даних
Моде́ль да́них (англ. Data model) — абстрактне представлення реального світу, що відображає тільки ті об'єкти, що безпосередньо стосуються програми. Це, як правило, визначає специфічну групу об'єктів, їх атрибутивне значення і відношення між ними. У випадку ГІС, використовується механізм представлення і організації просторової моделі даних, або растрової моделі даних. Вона не залежить від комп'ютерної системи і пов'язана тільки зі структурою даних.